# Torfschiffswerft-Museum

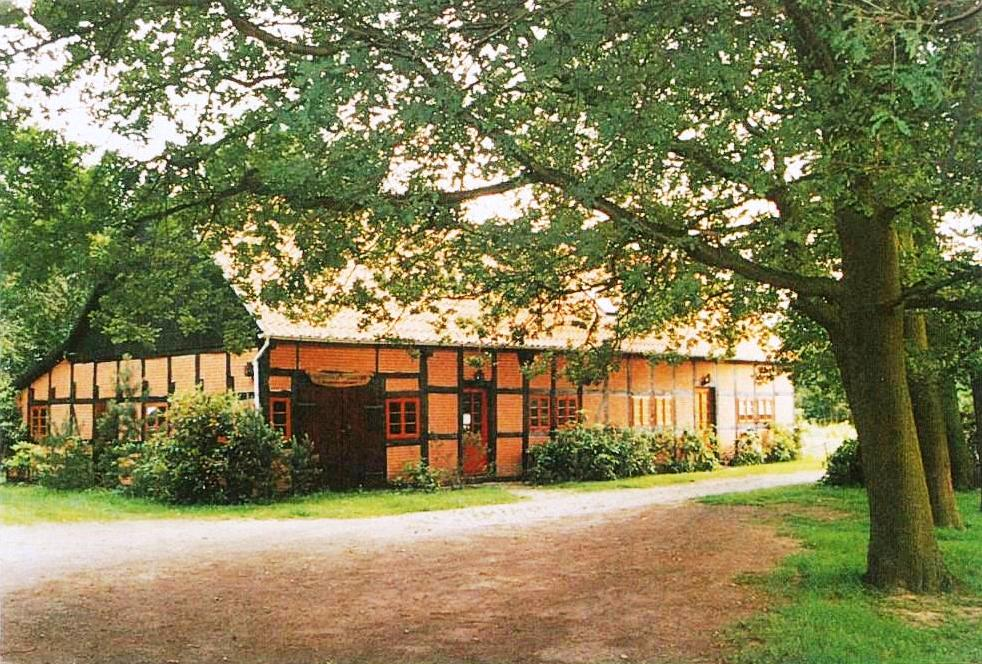
Torfschiffswerft-Museum

Das Torfschiffswerft-Museum ist ein Museum in Schlußdorf, einem Ortsteil der Gemeinde Worpswede im Landkreis Osterholz, Niedersachsen. Es wurde 1977 eröffnet und präsentiert die 1850 hier gegründete kleine Werft und die Geschichte der Torfkähne im Teufelsmoor.

## Das Museum
Das Museum wurde nach dem Erwerb des alten Werftgebäudes durch die Mitglieder des Heimatvereins Schlußdorf geplant und mit finanzieller Unterstützung der Gemeinde Worpswede, des Landkreises sowie weiterer Sponsoren renoviert und ausgebaut. Die Situation zur Zeit der Werftgründung wird im ersten Stock neben einem Film auch durch viele Fotos und kleine Modelle der Schiffe dargestellt. Der mühsame Torfabbau im Teufelsmoor und die weiteren Tätigkeiten zum Trocknen sowie den Abtransport mit Schubkarren und Booten wird deutlich. Daran war oft die ganze Familie beteiligt, denn bei der Moorkolonisierung des Teufelsmoores ab 1750, auch als Fehnkultur bezeichnet, galt bezogen auf die Generationen: „Der ersten der Tod, der zweiten die Not, der dritten das Brot“.
Im Erdgeschoss des Museums dokumentieren weitere Fotos den Bau der Schiffe und ein Modell zeigt die Funktion des Klappstaus. Es waren kaum Wege und Pferde verfügbar, daher spielten die auch für die Entwässerung notwendigen Gräben und Kanäle und besonders die Halbhuntschiffe eine lebensnotwendige Rolle im Leben der Moorbauern. In einem zweiten Raum befindet sich die Werkstatt des Schiffbauers mit einem fast fertigen Entenjäger, vielen Werkzeugen und einer großen handbetriebenen Bohrmaschine.

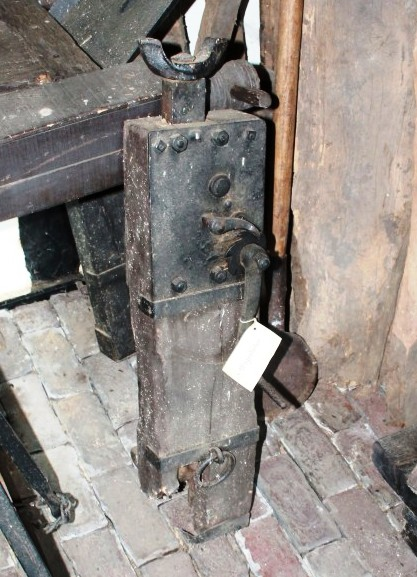
Handwinde
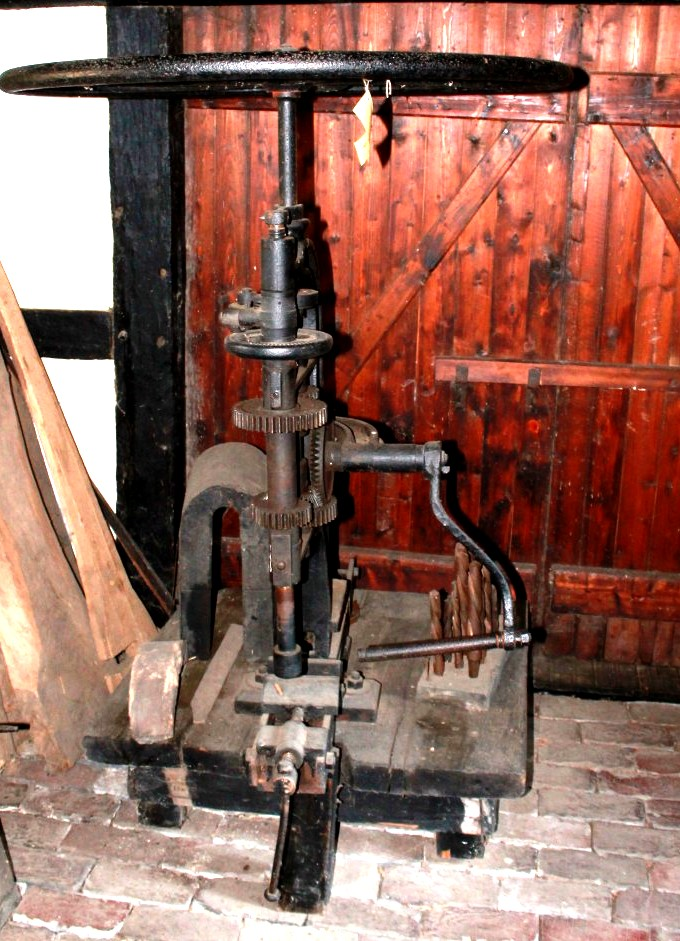
Bohrmaschine
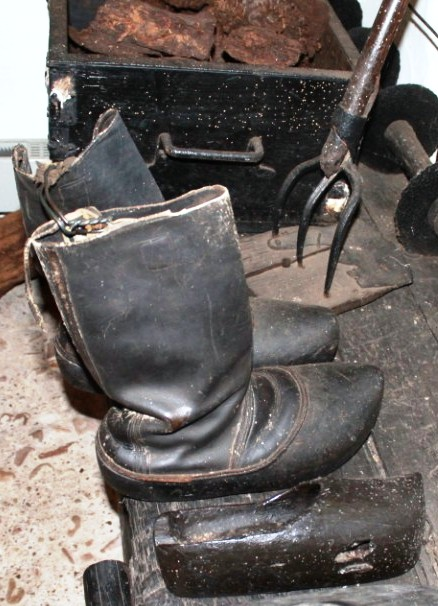
Moorstiefel
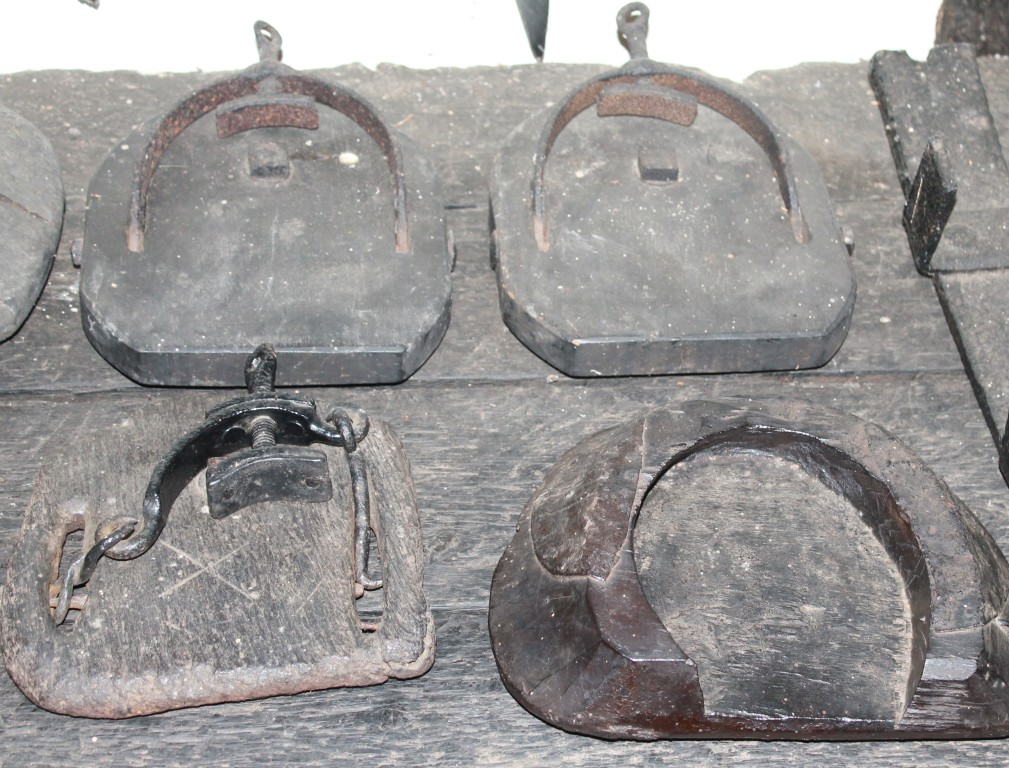
Holzschuhe für Pferde

## Die Werft und die Schiffe

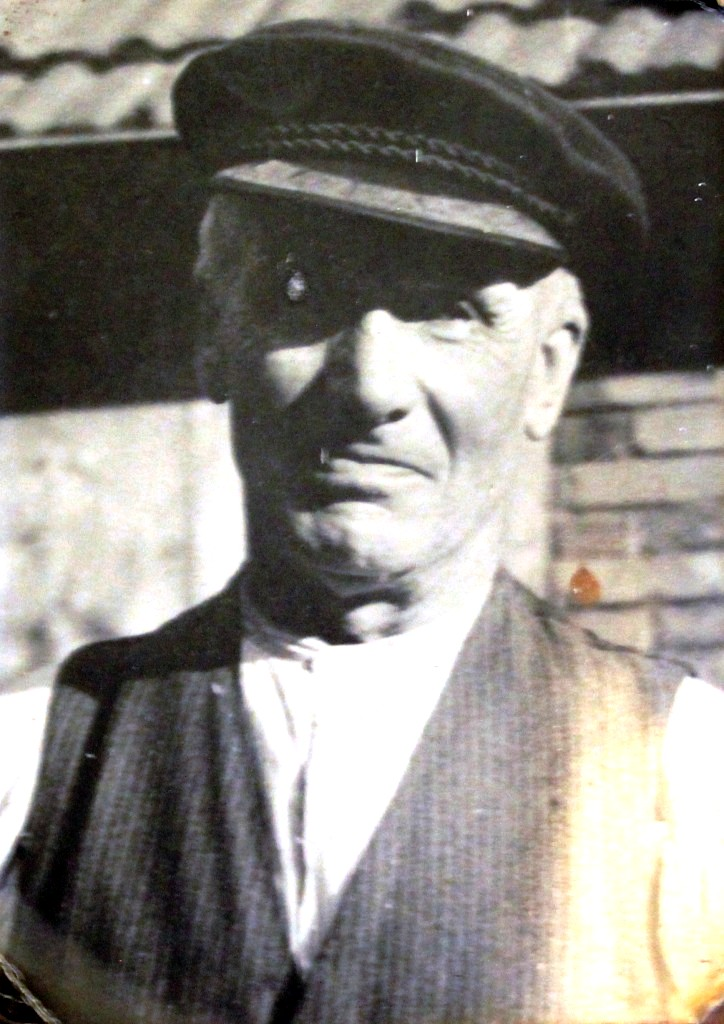
Wilhelm Grotheer, Gründer der Torfschiffswerft

Die Werft wurde 1850 von Wilhelm Grotheer gegründet. Von 1850 bis 1954 (nach anderer Quelle 1930) entstanden in dieser Werft im Teufelsmoor mehr als 600 Torfschiffe, universelle Transportschiffe, die neben dem Torftransport auf den Entwässerungsgräben, Kanälen und den Flüssen Hamme und Wümme sowie der Lesum auch zum Transport von Baumaterial, Heu und anderen Gütern dienten. Lange Zeit gab es neben diesen Wasserwegen keine befestigten Straßen. Neben Halbhuntschiffen – ein solches Schiff fasste 6 m³ Torf, was damals etwa 50 Körben Torf entsprach – entstanden hier auch Viertelhuntschiffe und sogenannte „Entenjäger“.

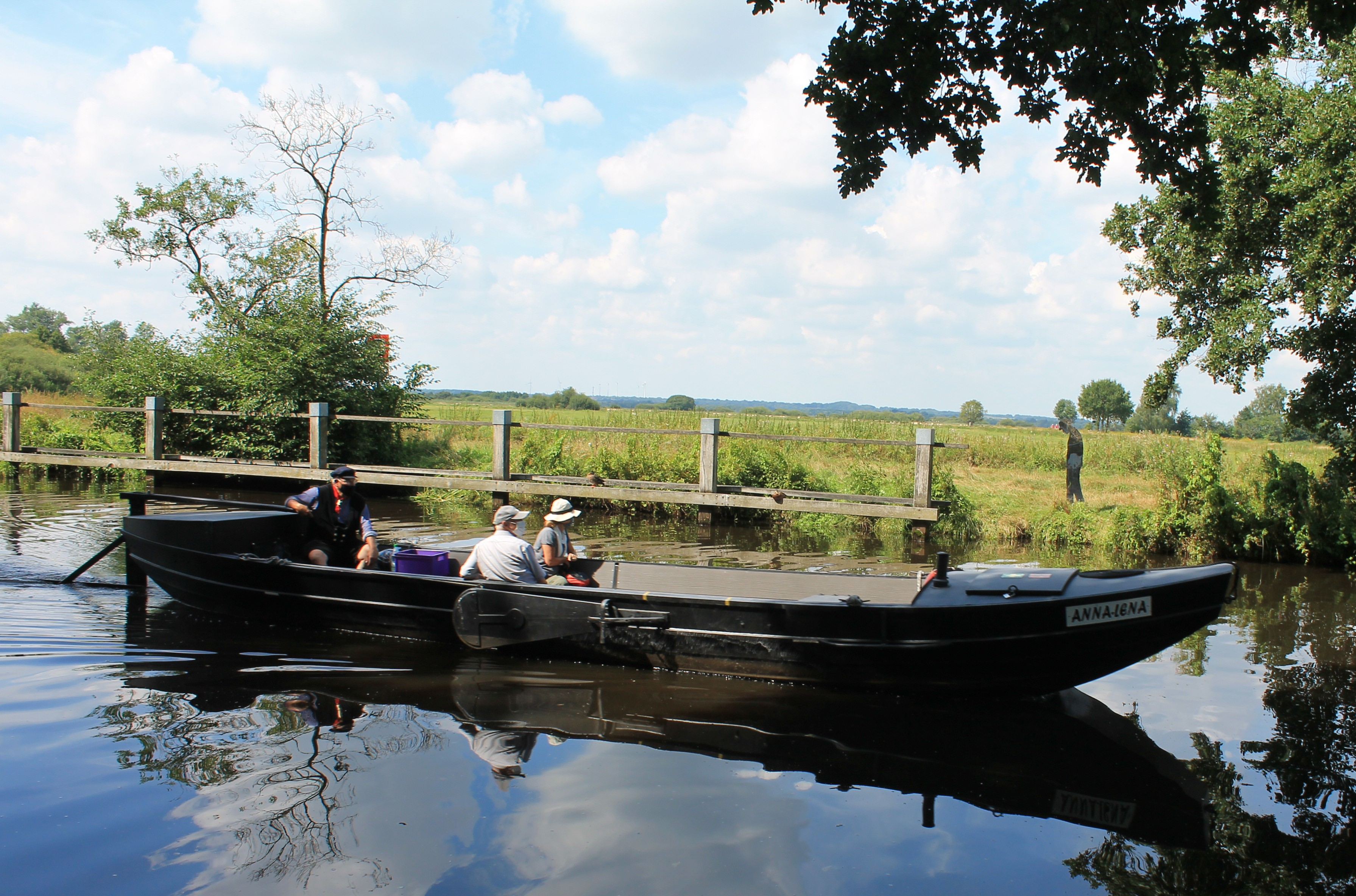
Halbhuntschiff auf der Hamme
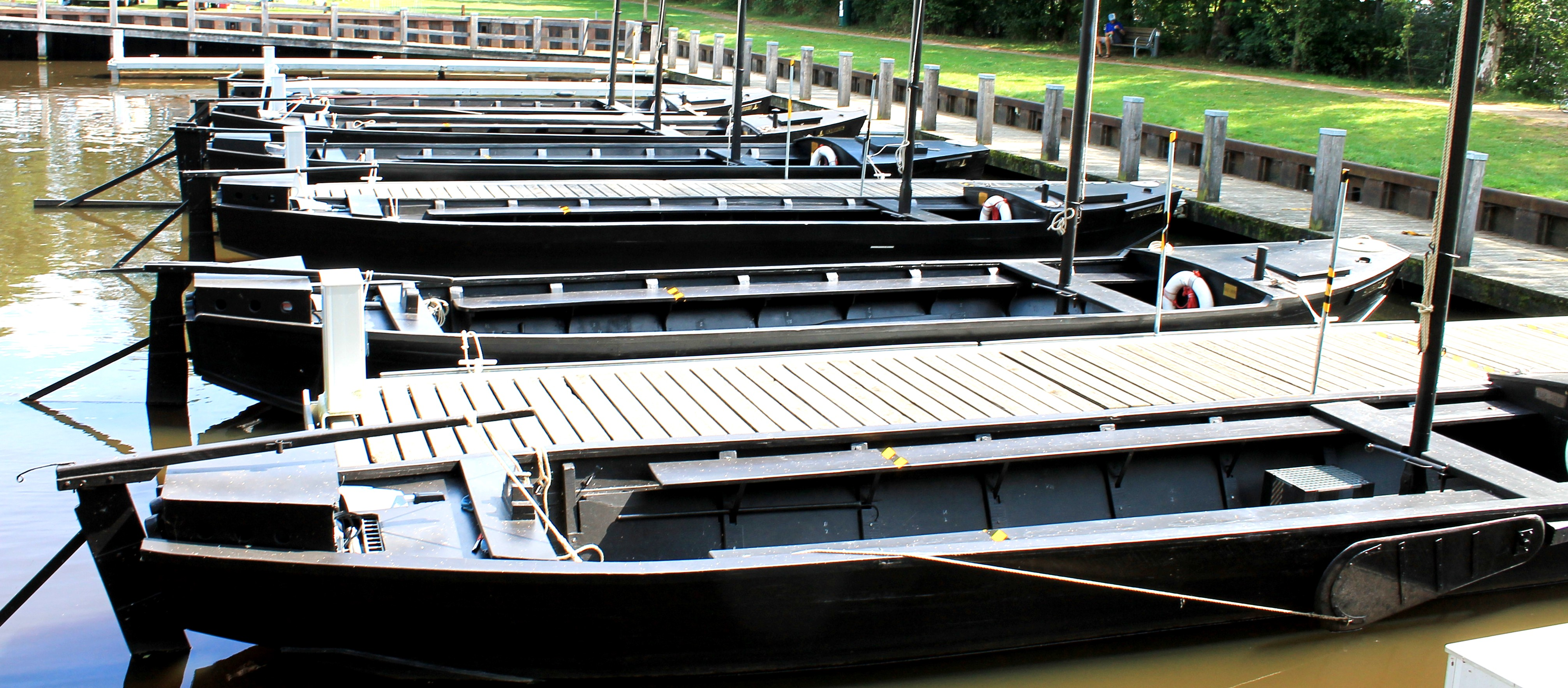
Halbhuntschiffe im Hafen
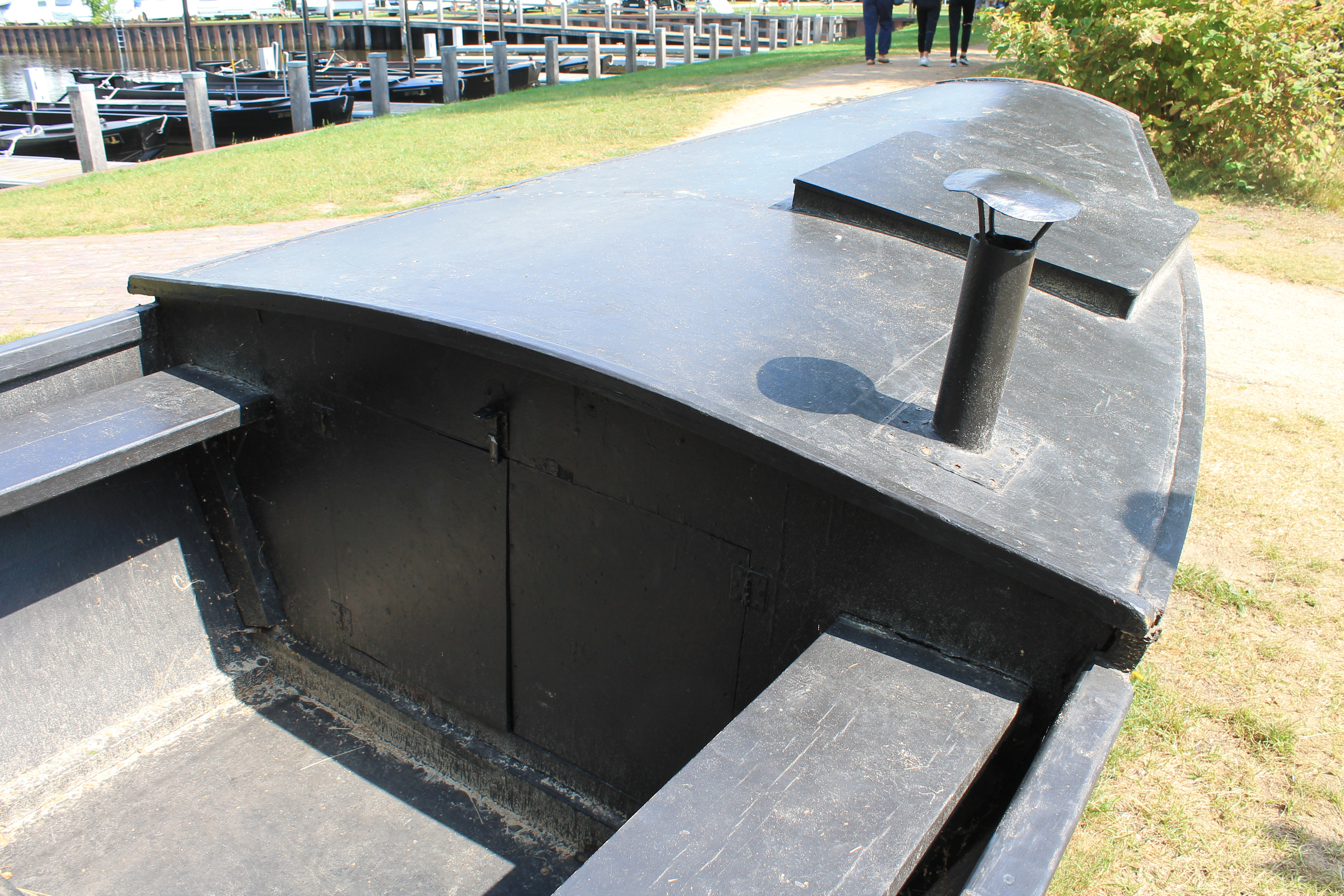
Kajüte mit Schornstein
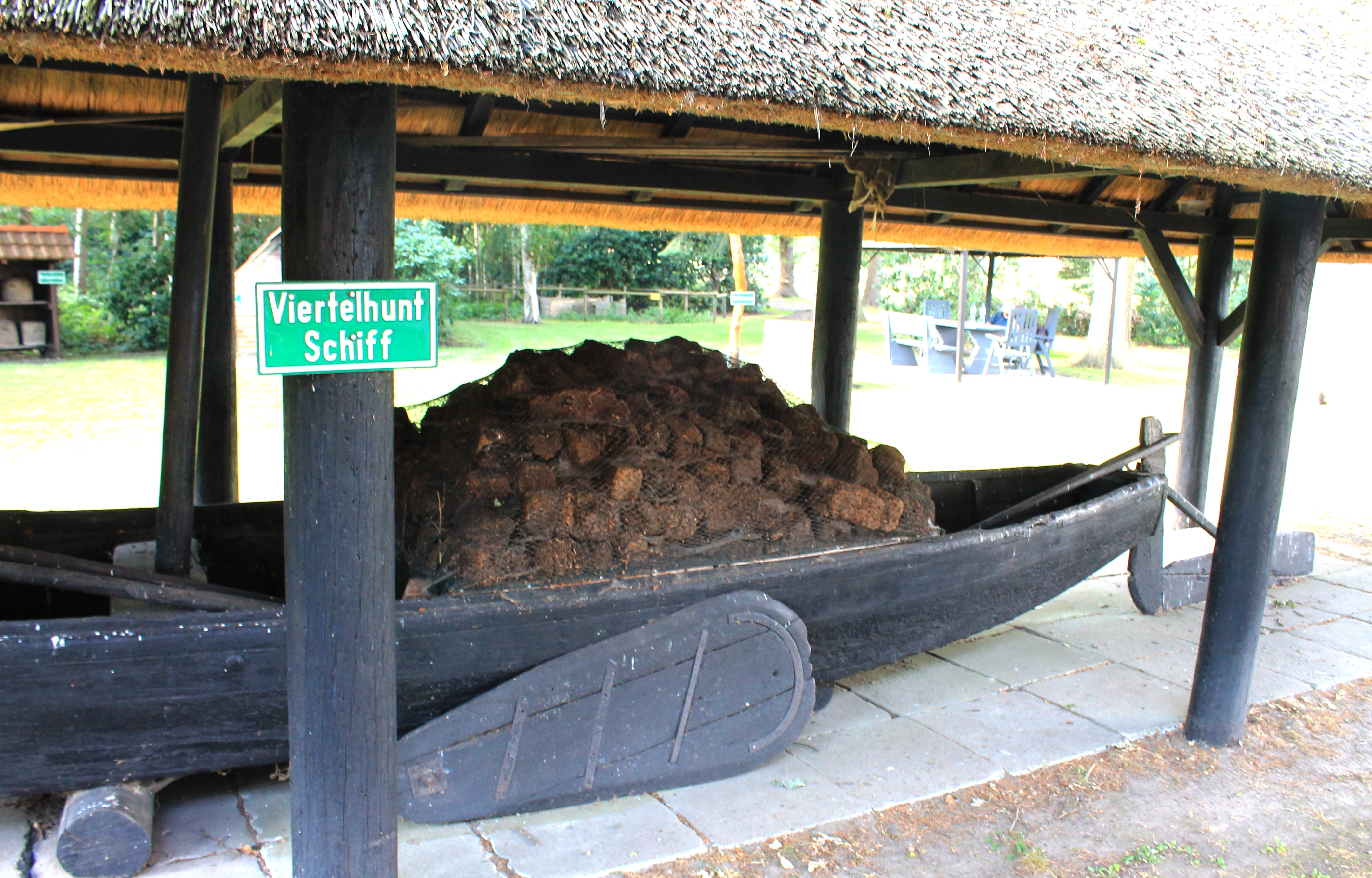
Viertelhuntschiff draußen

Der Rumpf der Halbhuntschiffe mit Plattboden ist aus Eichenholz und der Mast, das Deck, das Schott zum Vorschiff sind aus Nadelholz. Die elf Spantenpaare geben dem Kahn die Stabilität. Die Halbhuntschiffe wurden zur Fortbewegung je nach Graben, Kanal oder Fluss gestakt, getreidelt, gerudert oder gesegelt. Treideln bedeutet, sie werden vom Ufer aus gezogen, oft von der Frau des Moorbauern. Beim Segeln auf der Hamme, Wümme und der Lesum wurden beidseitig die Schwerter herabgelassen, da die flachen Schiffe keinen Kiel besaßen. Der Torfabbau und die Schiffe waren besonders in den ersten drei Generationen sehr wichtig, da der Torf die einzige Geldquelle im ganzen Jahr war. Daher konnten die weitgehend autarken Moorbauerfamilien erst jetzt die im Laufe des Jahres aufgelaufenen Schulden bezahlen. Der Torf, überwiegend Backtorf wurde in der Stadt zum Heizen benötigt und von den Moorbauern frei Haus geliefert. Besonders für die Stadtbäcker war er das wichtigste und auch preiswertes Heizmaterial.

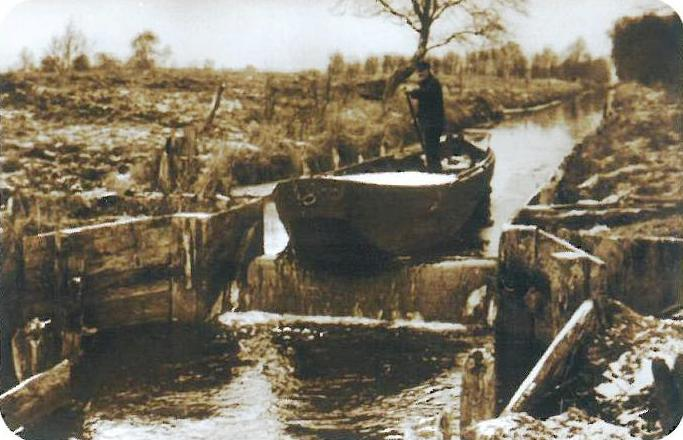
Ein Torfschiff überfährt den Klappstau

Die Halbhuntschiffe waren anfangs mit zwei Personen besetzt, um die für die Wasserhaltung notwendigen Stauanlagen der Kanäle zu bedienen. Dieser Stau bestand anfangs aus einem kleinen Wehr, bei denen der höhere Wasserstand durch Eichenbretter in beidseitigen Schlitzen eingestellt wurde. Kam jetzt das mit Torf beladene Schiff an den Stau, musste die zweite Person die Bretter für die Durchfahrt des Schiffes entnehmen. Nach der Schiffsdurchfahrt mussten die Bretter sofort wieder eingesetzt werden, damit der Graben bzw. der Kanal nicht zu viel Wasser verlor. Nach der Erfindung des Klappstaus konnten die Halbhuntschiffe mit nur einer Person gefahren werden. Die Klappstaue bestanden aus Brettern, die mit Leder miteinander verbunden waren und durch Auftrieb und strömungsseitigen Wasserdruck das Wehr bildeten. Der flach ansteigende Bug der kanalabwärts fahrenden beladenen Halbhuntschiffe drückte die Bretter unter Wasser und das Schiff fuhr über das Wehr, das sich danach sofort wieder aufrichtete und in der ursprünglichen Position dem schnell nachströmende Wasser den Durchfluss versperrte. Auf der Rückfahrt wurden die Schiffe einfach mit Muskelkraft über den Klappstau gezogen.